# Родченков Сергій Володимирович
Сергій Володимирович Родченков (рос. Сергей Владимирович Родченков; нар. 3 серпня 1957, Осипенко, Бердянський район, Запорізька область, УРСР) — радянський та український футболіст, тренер, виступав на позиції нападника та півзахисника. Майстер спорту СРСР. Провів понад 580 матчів за клуб з Керчі.

## Життєпис
Вихованець сімферопольської ДЮСШ № 2. У 1975-1976 роках включався в заявку «Таврії», але не зіграв жодного матчу, потім деякий час виступав у змаганнях КФК.
У 1979 році перейшов у клуб другої ліги «Океан» (Керч). У радянських першостях провів в його складі 13 сезонів у другій та другій нижчій лізі, зіграв за цей час 514 матчів та відзначився 89 голами. Декілька разів досягав позначки в 10 забитих м'ячів за сезон, найкращий результат — 15 голів у 1980 році (найкращий бомбардир клубу в сезоні). Учасник контрольного матчу збірної Криму проти збірної СРСР у 1986 році (2:3).
Після розпаду СРСР деякий час грав у Росії — у другій лізі за «Аган» (Райдужний) і в третій лізі за «Оку» (Коломна). В «Агані» став найкращим бомбардиром клубу в сезоні 1992 роки (9 голів). Також виступав у нижчих лігах України за клуб з Керчі, який носив у цей період назви «Войковець» та «Металург». Наприкінці кар'єри грав в аматорських змаганнях за «Авангард» (Краматорськ) і ФК «Керч».
Всього за кар'єру зіграв у керченському клубі в першостях СРСР та України на рівні професіоналів (майстрів) 588 матчів та відзначився 109 голами.
Після закінчення кар'єри гравця працював дорослим й дитячим тренером у командах Керчі. У 2011 році очолював команду «Керч», яка грала в чемпіонаті міста та складалася з молодих вихованців ДЮКФП та привів її до перемоги. У 2012 році був головним тренером «Океану», який грав у чемпіонаті Криму. У 2015-2018 роках входив до тренерського штабу «Океану» та очолював його другий склад, також у цей час продовжував працювати з дитячими командами. Станом на 2019 рік працює тренером у ДЮКФП м. Керчі.